# Astragalus flemingii
Astragalus flemingii là một loài thực vật có hoa trong họ Đậu. Loài này được Ali miêu tả khoa học đầu tiên.